# هنویز
هنویز، مکان یا روستایی از از توابع دهستان تمبک در بخش مرکزی شهرستان کنگان استان بوشهر ایران.
در این مکان تعدادی از دامداران محلی به صورت ییلاقی ساکن هستند.
هنویز، مکانی دشت مانند، بکر و زیبا در ارتفاعات کوهستانی منطقه تنبک مشرف به تپه آنتن اختر قدیم و در ۲۷ کیلومتری شرق مرکز شهرستان کنگان واقع شده‌است که از سمت مغرب و از مسیر تنگه به وسیله راه مالرو قابل دسترسی است. در این دشت تعدادی از دامداران منطقه زندگی می‌کنند و از خاک حاصل خیز این دشت برای کشت دیم غلات استفاده می‌کنند. وجود چشمه و نخلستان، خانه‌های قدیمی و سنتی، زیبایی آن را دو چندان نموده‌است. مکان برگزاری همایشهای پیاده‌روی، کوهنوردی، تفریحی و محل آموزش کلاسهای کوهنوردی هیئت کوهنوردی شهرستان کنگان می‌باشد. از پوشش گیاهی آن می‌توان به داروهای گیاهی چون آویشن، شکرشفا، تخم شربتی، درمنه، گزنه، خارشتر، سیر وحشی، گون، گرامینه، افدرا و همچنین گیاهان درختی و درختچهای نظیر کناره بنه، کلخونگ، بادام کوهی، گز، کیجو، و انجیر کوهی اشاره کرد.